# Laminación

Esquema del proceso de laminación

Animación del proceso de laminado

Se conoce como laminación o laminado (a veces también se denomina rolado) al proceso industrial por medio del cual se reduce el espesor de una lámina de metal o de materiales semejantes con la aplicación de presión mediante el uso de distintos procesos, como la laminación de anillos o el laminado de perfiles. Por tanto, este proceso se aplica sobre materiales con un buen nivel de maleabilidad. La máquina que realiza este proceso se le conoce como laminador o tren de laminado.
El laminado puede ser en frío o en caliente. El laminado en caliente es el que se realiza con una temperatura bastante mayor a la de la recristalización del metal. La forma actual del laminado en caliente deriva del proceso patentado por el británico Henry Cort en 1783, que es popularmente conocido como «el padre de la laminación» debido al gran impacto de dicho proceso en la industria metalúrgica.
La invención del laminador en Europa puede atribuirse a Leonardo da Vinci en sus dibujos. Los primeros trenes de laminación, todavía rudimentarios pero basados en los mismos principios, se encontraron en Oriente Medio y en el sur de Asia, y datan del año 600 a. C. Los primeros trenes de laminación fueron los de corte, que se introdujeron desde lo que hoy es Bélgica a Inglaterra en 1590. Estas máquinas hacían pasar lingotes entre rodillos para formar una placa de hierro, que luego se pasaba entre rodillos ranurados (cortadores) para producir barras de hierro de la misma sección. Los primeros experimentos de laminación de hierro para fabricar hojalata tuvieron lugar alrededor de 1670. En 1697, el mayor John Hanbury erigió un taller en Pontypool que contaba con una máquina diseñada para enrollar 'placas Pontypool', un tipo de chapa negra. Posteriormente, se empezaron a revestir y enrollar láminas delgadas de hierro para fabricar hojalata. La producción anterior de chapa de hierro en Europa se había realizado en forjas, no con laminadoras.
La laminadora de corte se adaptó para producir aros (para barriles) y hierros con forma semicircular u otras secciones mediante procedimientos que fueron objeto de dos patentes hacia 1679.
Parte de la literatura más antigua sobre laminadores se remonta al ingeniero sueco Christopher Polhem en su Patriotista Testamente de 1761, donde mencionaba los laminadores para chapas y barras de hierro. También explicaba cómo las máquinas de laminación podían ahorrar tiempo y mano de obra porque podían producir de 10 a 20 o más barras al mismo tiempo.
Se concedió una patente a Thomas Blockley de Inglaterra en 1759 para el pulido y laminado de metales. En 1766 se concedió otra patente a Richard Ford de Inglaterra para el primer laminador en tándem, que se caracterizaba porque el metal se laminaba en etapas sucesivas contiguas situadas en el mismo bastidor. El laminador en tándem de Ford estaba destinado a laminar alambre en caliente.

## Laminadoras modernas
Hasta bien entrado el siglo XVIII, los trenes de laminación eran accionados por ruedas hidráulicas. El primer uso registrado de una máquina de vapor accionando directamente una laminadora se atribuye a la fábrica en Bradley de John Wilkinson en 1786, donde se acopló un motor Boulton and Watt a una máquina cortadora y laminadora de piezas de hierro. El uso de máquinas de vapor mejoró considerablemente la capacidad de producción de los talleres, hasta que fueron desplazadas por los motores eléctricos poco después de 1900.

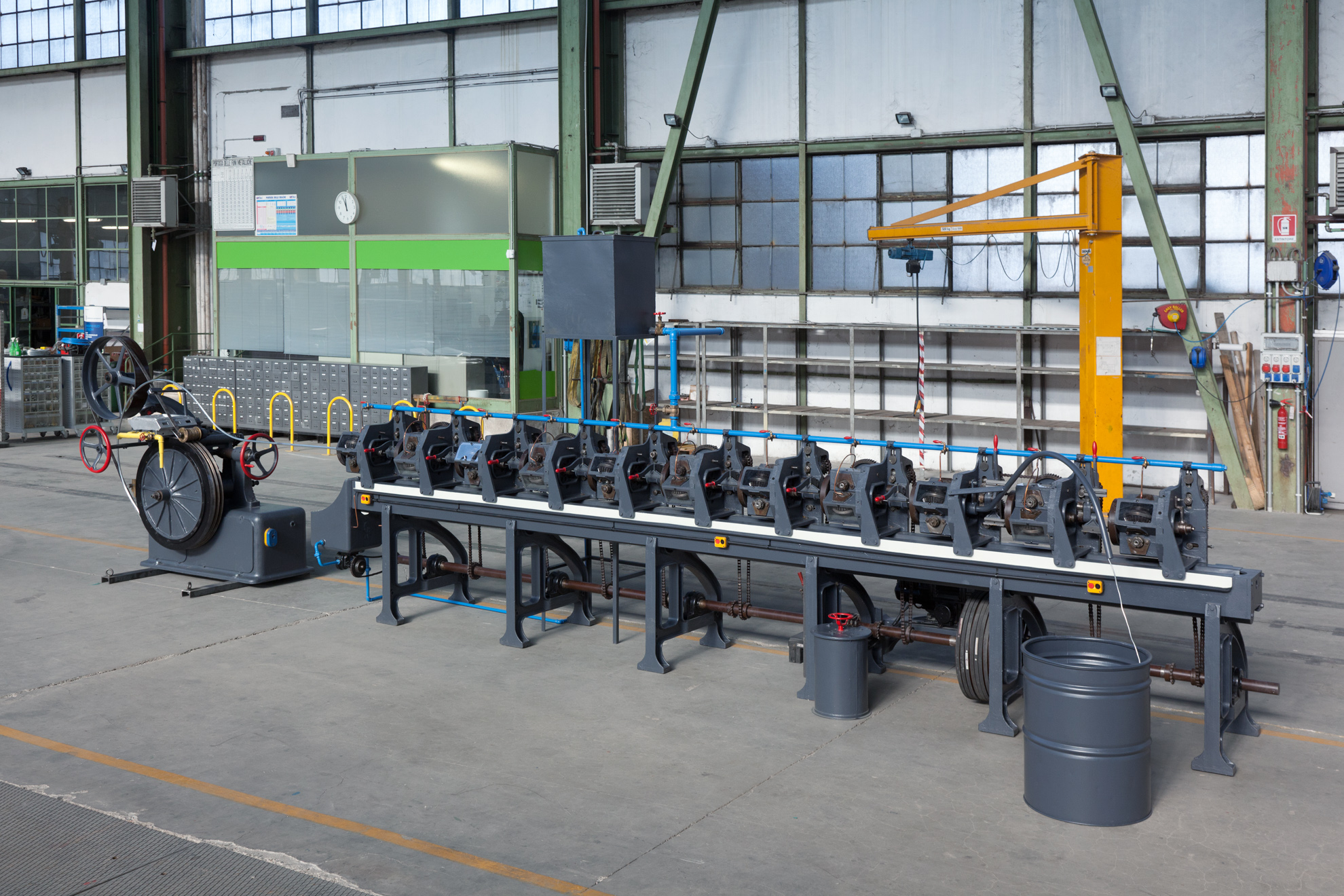
Tren de laminado Properzi. Museo Nacional de la Ciencia y la Tecnología Leonardo da Vinci, Milán

La práctica moderna de la laminación se puede atribuir a los esfuerzos pioneros de Henry Cort de Funtley Iron Mills, cerca de Fareham en Hampshire, Inglaterra. En 1783, se otorgó una patente a Henry Cort por su uso de rodillos ranurados para laminar barras de hierro. Con este nuevo diseño, los talleres podían producir 15 veces más por día que martilleando las piezas de hierro salidas de los hornos. Aunque Cort no fue el primero en usar rodillos ranurados, fue el primero en combinar el uso de muchas de las mejores características de varios procesos de fabricación y moldeado del hierro conocidos en ese momento. Así, los escritores modernos lo han llamado "padre del laminado moderno".
La primera máquina capaz de laminar rieles del ferrocarril fue fundada en 1820 por John Birkenshaw en los Bedlington Ironworks de Northumberland, Inglaterra, donde produjo rieles de hierro forjado con forma de vientre de pez en longitudes de 15 a 18 pies (4,6 a 5,5 m). Con el avance de la tecnología de los laminadores, su tamaño creció rápidamente, al mismo ritmo que el tamaño de los productos que se laminaban. Un ejemplo significativo de esta evolución se pudo ver en la Gran Exposición de Londres de 1851, donde la Consett Iron Company exhibió una plancha laminada de 20 x 3,5 pies (6,10 x 1,07 m) y 7/16 de pulgada (1,1 cm) de grosor, que pesaba 1125 libras (510,3 kg). Un avance sustancial se produjo con la introducción de los laminadores de tres alturas en 1853, utilizados para dar forma a perfiles pesados.

## Laminado en caliente y en frío

### Laminado en caliente

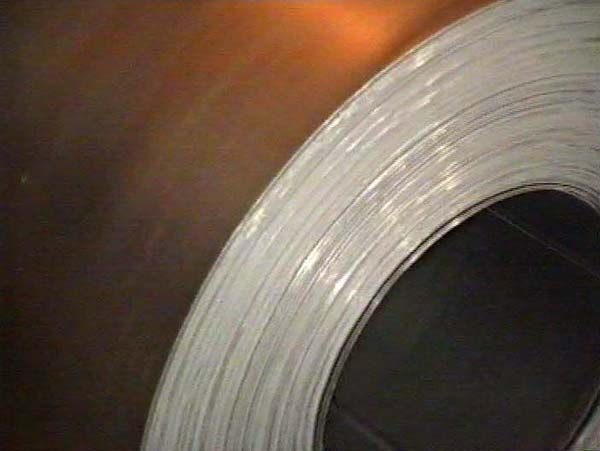
Una bobina de acero laminado en caliente

El laminado en caliente es un proceso de trabajo de metales que se produce por encima de la temperatura de recristalización del material. Después de que los granos se deforman durante el procesamiento, se recristalizan, lo que mantiene una microestructura equiaxial y evita que el metal se endurezca. El material de partida suele ser piezas grandes de metal, como productos de fundición semiacabados, como losas, tochos y palanquillas. Si estos productos procedieran de una colada continua en funcionamiento, el material suele introducirse directamente en los trenes de laminación a la temperatura adecuada. En operaciones más pequeñas, el material comienza a temperatura ambiente y debe calentarse. Esto se hace en un pozo de remojo a gas o aceite para las piezas de trabajo más grandes; para piezas de trabajo más pequeñas, se utiliza calentamiento por inducción. A medida que se trabaja el material, se debe controlar la temperatura para asegurarse de que se mantenga por encima de la temperatura de recristalización. Para mantener un factor de seguridad, se define una temperatura de acabado por encima de la temperatura de recristalización (entre 50 y 100 °C por encima). Si la temperatura cae por debajo de este valor, el material debe recalentarse antes de proceder a un laminado en caliente adicional.

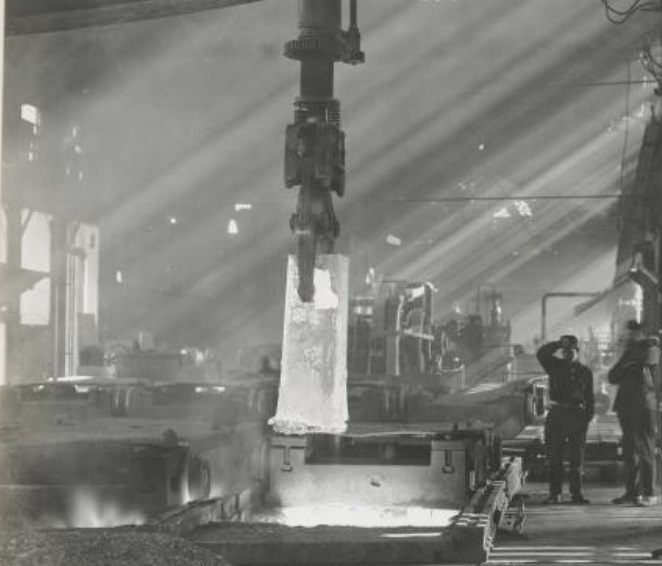
Lingote sacado del pozo de remojo
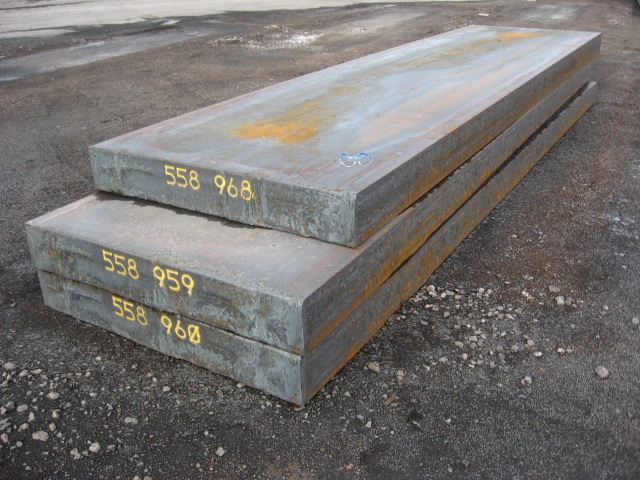
Foto de planchas frías
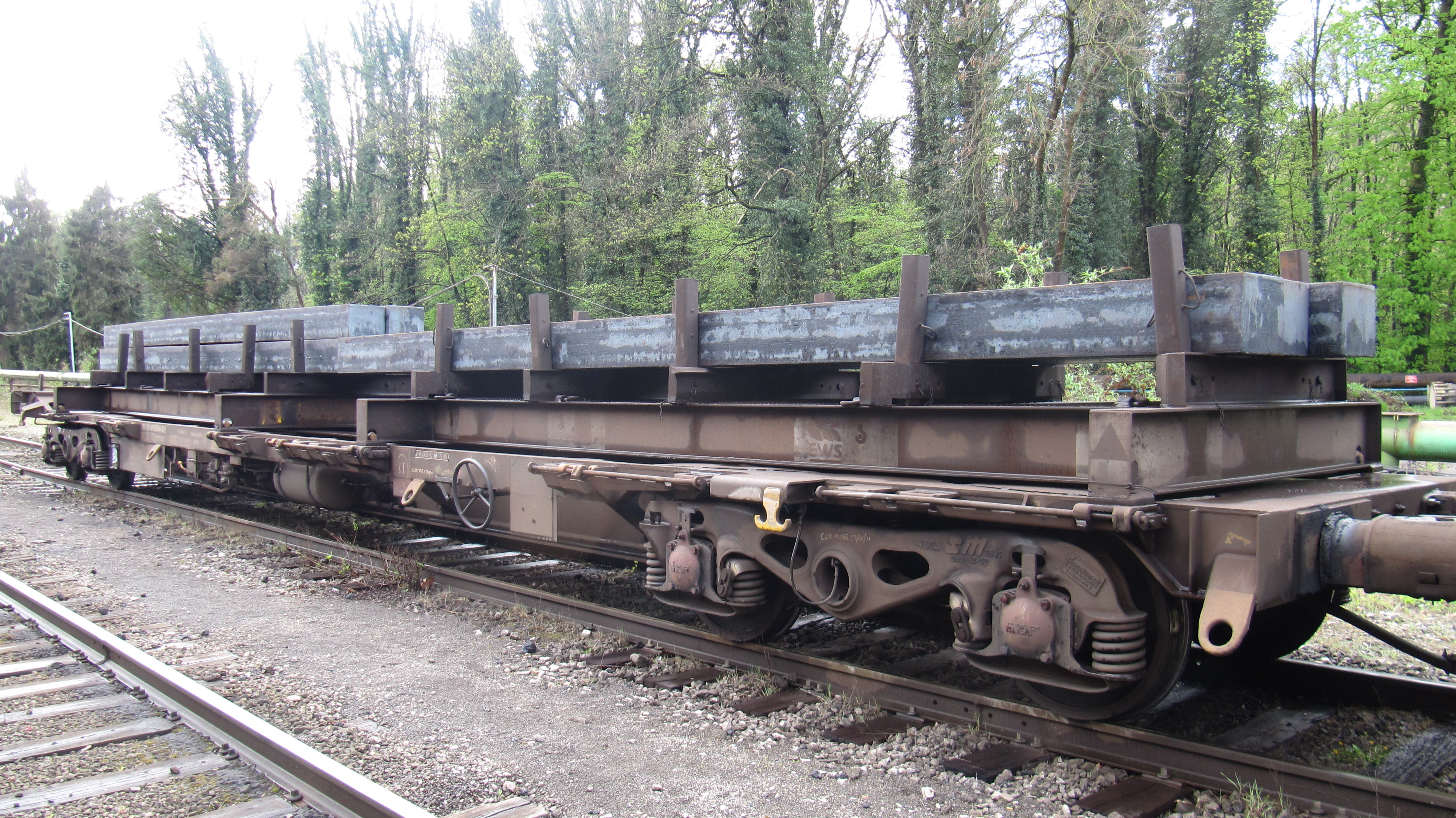
Lingotes de acero en un vagón
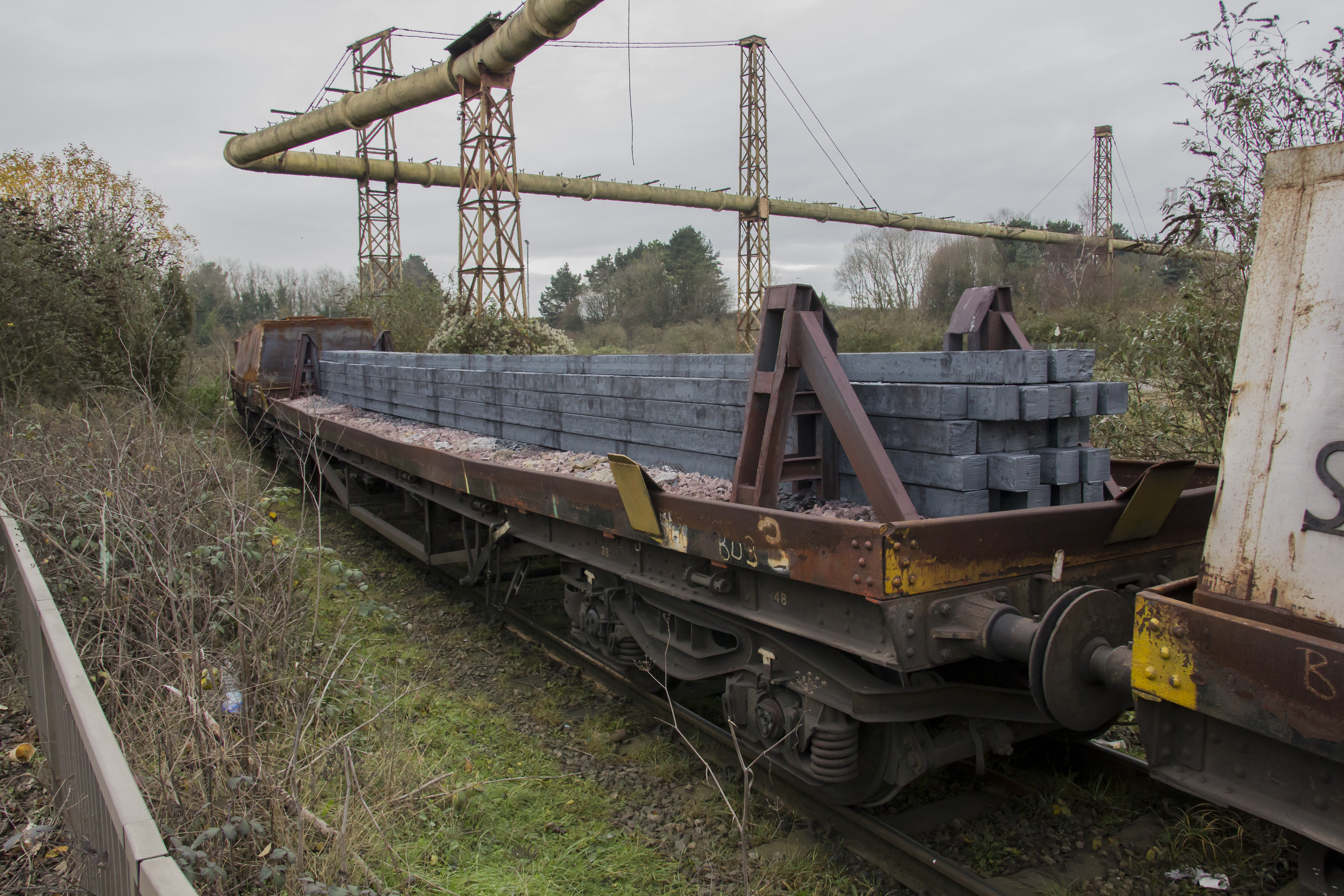
Barras en un vagón

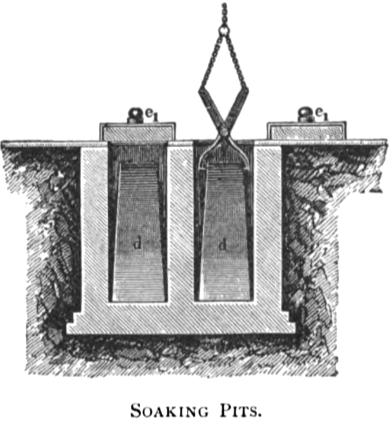
Pozos de remojo utilizados para calentar lingotes de acero antes de laminarlos

Los metales laminados en caliente generalmente tienen poca direccionalidad en sus propiedades mecánicas, y carecen de tensiones residuales inducidas por deformación. Sin embargo, en ciertos casos, las inclusiones no metálicas impartirán cierta direccionalidad y las piezas de trabajo de menos de 20 mm de espesor a menudo tienen algunas propiedades direccionales. El enfriamiento no uniforme inducirá una gran cantidad de tensiones residuales, lo que ocurre generalmente en formas que tienen una sección transversal no uniforme, tal como las vigas en I. Si bien el producto terminado es de buena calidad, la superficie está cubierta de cascarilla, que es un óxido que se forma a altas temperaturas. Por lo general, se elimina mediante decapado o un proceso de limpiado, que revela la superficie lisa. Las tolerancias dimensionales suelen ser del 2 al 5 % de las medidas de diseño correspondientes.
El acero dulce laminado en caliente parece tener una tolerancia más amplia para el nivel de carbono incluido que el acero laminado en frío y, por lo tanto, es más difícil de usar para un herrero. También para metales similares, los productos laminados en caliente parecen ser menos costosos que los laminados en frío.
El laminado en caliente se utiliza principalmente para producir chapas o secciones transversales simples, como vías de ferrocarril. Otros usos típicos del metal laminado en caliente son:
- Bastidores de camiones
- Placas de embrague, ruedas y llantas de automoción
- Tuberías y tubos
- Calentadores de agua
- Equipamiento agrícola
- Correas
- Chapas estampadas
- Carcasas de compresores
- Edificios de metal
- Vagones tolva de ferrocarril y componentes de vagones de ferrocarril
- Puertas y estanterías
- Discos de freno
- Barandillas para calles y carreteras

### Laminación y conformado
Los trenes de laminación a menudo se dividen en secciones de desbaste, intermedias y de acabado. Durante el laminado de formas, una palanquilla inicial (redonda o cuadrada) con un borde de diámetro que suele oscilar entre 100 y 140 mm se deforma continuamente para producir un determinado producto terminado con una dimensión y geometría de sección transversal más pequeñas. A partir de una palanquilla determinada, se pueden adoptar diferentes secuencias para producir un determinado producto final. Sin embargo, dado que cada tren de laminación es significativamente caro (hasta 2 millones de euros), un requisito típico es reducir el número de pasadas de laminación. Se han usado diferentes enfoques para optimizar el proceso, incluido el conocimiento empírico, el empleo de modelos numéricos y técnicas de inteligencia artificial. Lambiase y sus colaboradores validaron un modelo de elementos finitos (FE) para predecir la forma final de una barra laminada al pasar de una sección redonda a una plana.
Una de las principales preocupaciones al diseñar trenes de laminación es reducir el número de pasadas. Una posible solución a tales requisitos es el paso de hendidura, también llamado paso dividido, que divide una barra entrante en dos o más subpartes, aumentando así virtualmente la relación de reducción de la sección transversal por paso según lo informado por Lambiase. Otra solución para reducir el número de pasadas en laminadores es el empleo de sistemas automatizados como el propuesto por Lambiase y Langella. Posteriormente, Lambiase desarrolló aún más un sistema automatizado basado en inteligencia artificial y particularmente un sistema integrado que incluye un motor inferencial basado en Algoritmos Genéticos, una base de datos de conocimiento basada en una Red Neural Artificial entrenada por un modelo paramétrico de elementos finitos para optimizar y diseñar automáticamente trenes de laminación.

### Laminado en frío
El laminado en frío se realiza con el metal por debajo de su temperatura de recristalización (generalmente, a temperatura ambiente), lo que aumenta su resistencia a través del endurecimiento por deformación hasta en un 20 %. También mejora el acabado superficial y mantiene más ajustadas las tolerancias. Los productos comúnmente laminados en frío incluyen planchas, tiras, barras y varillas; productos que suelen ser más pequeños que los mismos productos laminados en caliente. Debido al tamaño más pequeño de las piezas de trabajo y a su mayor resistencia en comparación con el material laminado en caliente, se utilizan máquinas de laminado de fases sucesivas o de cuatro alturas. El laminado en frío no puede reducir el espesor de una pieza de trabajo tanto como el laminado en caliente en una sola pasada.
Las láminas y tiras laminadas en frío se suministran en varias formas: "totalmente endurecidas", "semi endurecidas", "con un cuarto de dureza" y "laminadas superficialmente". El laminado completo reduce el espesor en un 50 %, mientras que los otros implican una reducción menor. El acero laminado en frío se somete a recocido para inducir su ductilidad, lo que se conoce simplemente como "recocido cerrado y laminado en frío". El laminado superficial implica la menor cantidad de reducción, del 0,5 al 1 %. Se utiliza para producir una superficie lisa, un grosor uniforme y reducir el fenómeno de fluencia al evitar que se formen bandas de Lüders en el procesamiento posterior, bloqueando las dislocaciones en la superficie. Para evitar la formación de bandas de Lüders, es necesario crear una densidad sustancial de dislocaciones no fijadas en la matriz de ferrita. También se utiliza para eliminar las asperezas en el acero galvanizado. El material laminado en superficie se usa generalmente en procesos posteriores de trabajo en frío cuando se requiere una buena ductilidad.
Se pueden laminar en frío otras formas si la sección transversal es relativamente uniforme y la dimensión transversal es relativamente pequeña. Las formas de laminación en frío requieren una serie de distintas operaciones de conformación, para lo que generalmente se dispone de líneas de dimensionamiento, descomposición, desbaste, semidesbaste, semiacabado y acabado.
Si va a ser trabajado manualmente, los aceros más suaves, más consistentes y con niveles más bajos de carbono encapsulado son los más fáciles de procesar, pero a costa de un mayor coste.
Los usos típicos del acero laminado en frío incluyen muebles metálicos, escritorios, archivadores, mesas, sillas, tubos de escape de motocicletas, armarios y carcasas de computadoras, electrodomésticos y componentes, estanterías, accesorios de iluminación, bisagras, tuberías, tambores de acero, cortadoras de césped, gabinetes para equipos electrónicos, calentadores de agua, contenedores de metal, aspas de ventiladores, sartenes, kits de montaje en paredes y techos, y una gran variedad de productos relacionados con la construcción.

## Procesos

### Doblado mediante rodillos

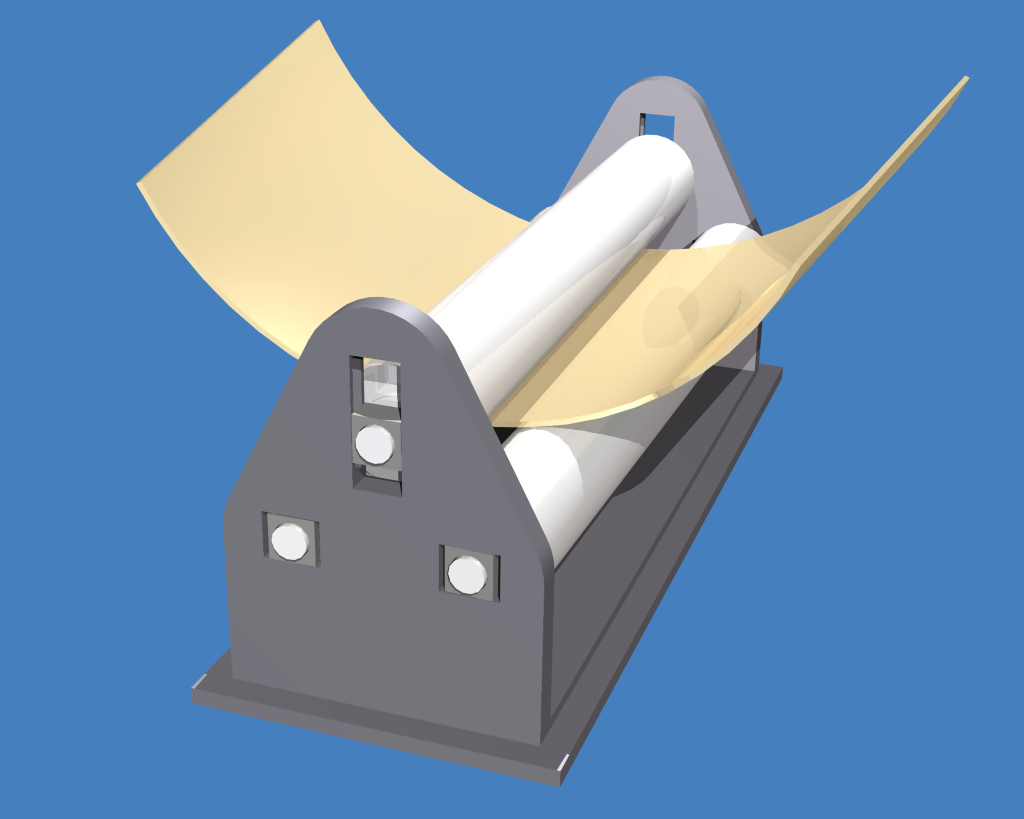
Doblado mediante rodillos

El doblado mediante rodillos produce un producto de forma cilíndrica a partir de placas o planchas de acero.

### Perfilado

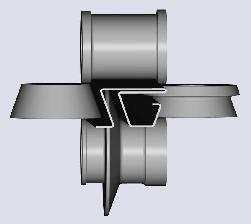
Perfilado

El perfilado o doblado mediante rodillos es una operación de doblado continuo en la que una tira larga de metal (típicamente acero enrollado en una bobina) se pasa a través de conjuntos consecutivos de rodillos o soportes, cada uno de los cuales realiza solo una parte sucesiva del doblado, hasta obtener el perfil de la sección deseada. El perfilado es ideal para producir piezas de gran longitud o en grandes cantidades.
Hay tres tipos de 3 procesos principales: con 4, 3 y 2 rodillos, cada uno de los cuales tiene ventajas diferentes según las especificaciones deseadas del perfil de salida.

### Laminado plano
El laminado plano es la forma más básica de laminado, con perfiles inicial y final de sección transversal rectangular. El material se alimenta entre dos "rodillos", llamados "rodillos de trabajo", que giran en direcciones opuestas. El espacio entre los dos rollos es menor que el grosor del material de partida, lo que hace que la plancha se deforme. La disminución del grosor del material hace que el material se alargue. La fricción en el contacto entre el material y los rodillos hace que el material avance. La cantidad de deformación posible en una sola pasada está limitada por la fricción entre los rodillos; si el cambio de espesor es demasiado grande, los rodillos simplemente se deslizan sobre el material y no lo arrastran.
El producto final es una lámina o una plancha, siendo la primera de espesor inferior a 6 mm (0,2 plg) y la segunda de espesor superior; sin embargo, las planchas pesadas tienden a formarse utilizando un prensado, un proceso que se denomina "forjado" en lugar de laminado.
A menudo, el material y los rodillos se calientan para mejorar la trabajabilidad del metal. La lubricación también se usa a menudo para evitar que la lámina se adhiera a los rodillos, cuya velocidad y temperatura se ajustan para obtener un resultado preciso del proceso.
Para láminas delgadas con un espesor inferior a 200 micras, el laminado se realiza en una laminadora en Z porque el reducido espesor requiere rodillos de pequeño diámetro. Para reducir la necesidad de emplear rodillos pequeños, se utiliza el "laminado en paquete", que procesa varias hojas juntas para aumentar el espesor inicial efectivo. A medida que las láminas pasan por los rodillos, se recortan y se cortan con cuchillas circulares o planas. El papel de aluminio es el producto más comúnmente producido a través del laminado en paquete, algo que se hace evidente a partir de los dos acabados superficiales diferentes que presenta: el lado brillante está en contacto con el rodillo y el lado mate está situado contra la otra hoja de papel de aluminio.

### Laminado de anillos

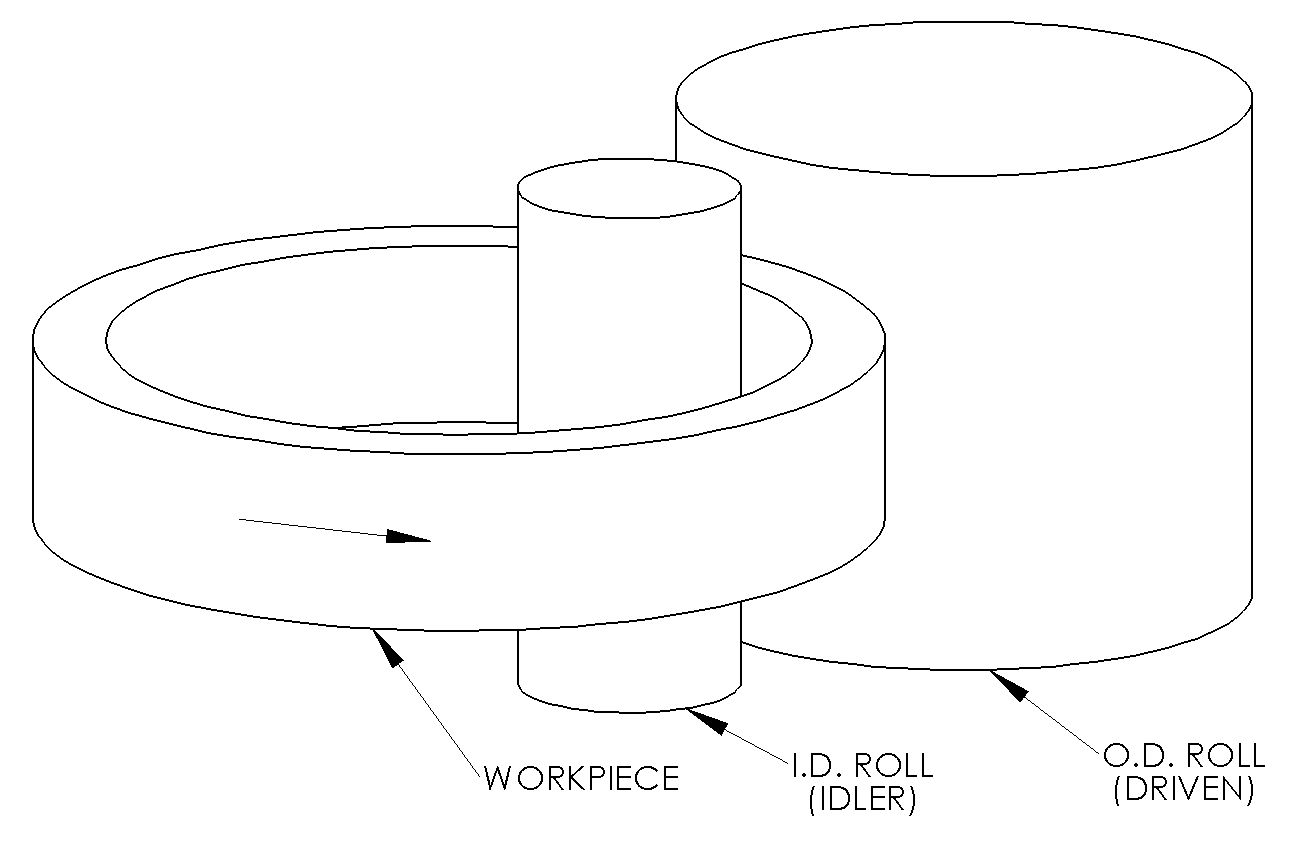
Esquema del laminado de un anillo

El laminado de anillos es un tipo especializado de laminado en caliente que aumenta el diámetro de un anillo. El material de partida es un anillo de paredes gruesas. Esta pieza de trabajo se coloca entre dos rodillos, un "rodillo loco" interior y un "rodillo impulsado", que presiona el anillo desde el exterior. Mientras se produce el laminado, el espesor de la pared disminuye a medida que aumenta el diámetro. Los rodillos se pueden conformar para producir varias formas de sección transversal. La estructura de grano resultante es circular, lo que le otorga mejores propiedades mecánicas. Los diámetros pueden ser tan grandes como 8 m (8,7 yd) y la altura de las caras puede alcanzar los 2 m (78,7 plg). Las aplicaciones comunes incluyen llantas de ferrocarril; cojinetes; engranajes; tuberías; calderas; y fuselajes de cohetes, turbinas y aviones.

### Laminado de formas estructurales

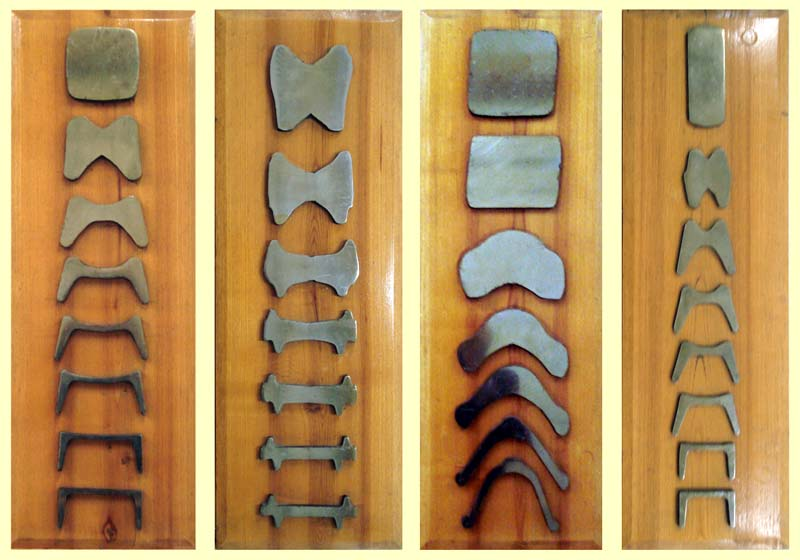
Secciones transversales de formas estructurales laminadas en continuo, que muestran el cambio inducido por cada operación en un tren de laminación

El laminado de formas estructurales (también conocido como laminado de forma y laminado de perfiles), es una serie de procesos de laminación y de perfilado de láminas de acero pasándolos a través de un tren de doblado o de conformación hasta obtener la forma deseada, mientras que se mantiene una sección transversal sensiblemente constante (es decir, el metal de la bobina no se estira ni se alarga). Las formas estructurales que se pueden producir con este proceso incluyen vigas en I, vigas en H, vigas en T, vigas en U, acero laminado, canaletas, material en barras y raíles para el transporte ferroviario. El material laminado más común es el acero laminado, que incluye acero al carbono y acero inoxidable.

### Laminado controlado
El laminado controlado es un tipo de proceso termomecánico que integra deformación controlada y tratamiento térmico. El calor que eleva el material trabajado por encima de la temperatura de recristalización también se utiliza para realizar los tratamientos térmicos, de modo que cualquier tratamiento térmico posterior es innecesario. Los tipos de tratamientos térmicos incluyen la producción de una estructura de grano fino; controlar la naturaleza, el tamaño y la distribución de diversos productos de transformación (como ferrita, austenita, perlita, bainita y martensita en acero); inducir el envejecimiento térmico; y controlar el tenacidad. Para lograr esto, todo el proceso debe ser monitorizado y controlado de cerca. Las variables comunes en la laminación controlada incluyen la composición y estructura del material de partida, los niveles de deformación, las temperaturas en varias etapas y las condiciones de enfriamiento. Los beneficios del laminado controlado incluyen mejores propiedades mecánicas y ahorro de energía.

### Laminado de forja
El laminado de forja es un proceso de laminación longitudinal para reducir el área de la sección transversal de las barras o palanquillas calentadas, pasándolas entre dos segmentos de laminación de rotación contraria. El proceso se utiliza principalmente para proporcionar una distribución de material optimizada para los procesos posteriores de forjado en matriz. Debido a esto, se puede lograr una mejor utilización del material, menores fuerzas de procesodo y una mejor calidad superficial de las piezas en los procesos de forjado en matriz.
Básicamente, cualquier metal forjable también se puede forjar mediante laminación. La laminación de forja se utiliza principalmente para preformar palanquillas a gran escala para piezas como cigüeñales, barras de torsión, manguetas de dirección y ejes de vehículos. Las tolerancias de fabricación más estrechas solo se pueden lograr parcialmente mediante laminación forjada. Esta es la razón principal por la que el laminado de forja rara vez se utiliza para el acabado, sino principalmente para el preformado.
Características del laminado de forja:
- Alta productividad y alta utilización de material
- Buena calidad superficial de las piezas de trabajo laminadas en forja
- Vida útil prolongada del utillaje
- Herramientas pequeñas y costos de las herramientas bajos
- Propiedades mecánicas mejoradas debido al flujo de grano optimizado en comparación con piezas de trabajo forjadas exclusivamente en matriz

## Trenes de laminado

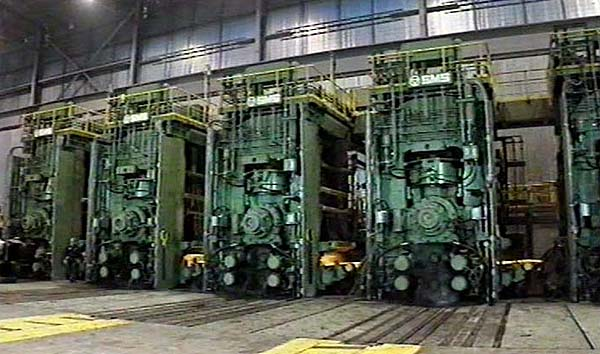
Tren de laminado

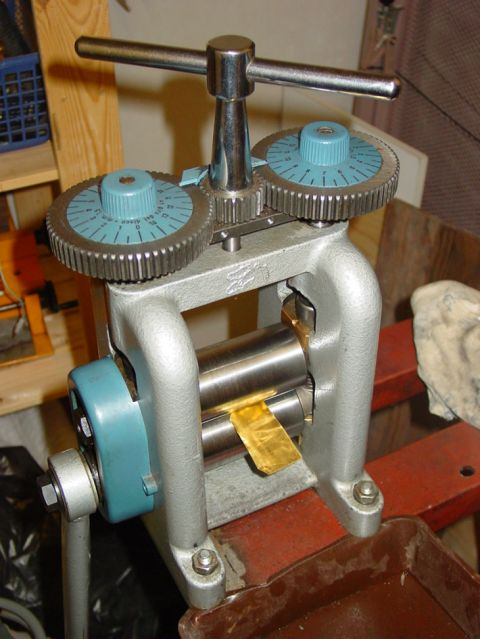
Tren de laminación para chapa laminada en frío como esta pieza de chapa de latón

Un tren de laminado (o también laminador o laminador de reducción cuando se trata de máquinas sencillas) tiene una construcción común independiente del tipo específico de tarea que realice:
- Rodillos de trabajo
- Rodillos de respaldo: están destinados a proporcionar el soporte rígido requerido por los rodillos de trabajo para evitar que se doblen bajo la carga laminada
- Sistema de rodillos de equilibrio: para garantizar que los rodillos superiores de trabajo y de respaldo se mantengan en la posición adecuada en relación con los rodillos inferiores
- Dispositivos de cambio de bobinas: uso de una grúa aérea y una unidad diseñada para acoplarse al eje de cada bobina, que se retirará o insertará en el tren de laminado
- Dispositivos de protección del laminador: para garantizar que las fuerzas aplicadas a los calzos de los rodillos de respaldo no sean de tal magnitud que rompan sus ejes o dañen la carcasa de la máquina
- Sistemas de refrigeración y lubricación de los rodillos
- Piñones: engranajes para repartir la potencia entre los dos husillos, haciéndolos girar a la misma velocidad pero en diferentes direcciones
- Engranajes: para establecer la velocidad de rodadura deseada
- Motores de accionamiento: proporcionan la potencia necesaria para impulsar la lámina que se procesa a lo largo del tren de laminado
- Controles eléctricos: voltajes constantes y variables aplicados a los motores
- Bobinadoras y desenrolladoras: para desenrollar y enrollar las bobinas de metal

Las bobinas de chapa suministran el material de alimentación para los laminadores de bandas en caliente. Los lingotes se laminan para transformarlos en palanquillas o en grandes secciones en un laminador de perfiles estructurales. El producto de un laminador de bandas se enrolla y, posteriormente, se utiliza como alimentación para un laminador en frío o es utilizado directamente por los grandes fabricantes. Las palanquillas se laminan posteriormente para obtener una gran variedad de formas comerciales, como perfiles angulares, canaletas, vigas, redondos (largos o en espiral) y hexágonos.

### Configuraciones

Varias configuraciones de los rodillos de laminado. Leyenda: A: 2 alturas B: 3 alturas C: 4 alturas D: 6 alturas E: 12 alturas y en racimo y F: 20 alturas y en racimo (laminadora Z)

Las laminadoras están diseñadas en diferentes tipos de configuraciones, siendo la más básica una "no reversible de dos alturas", lo que significa que hay dos rodillos que solo giran en una dirección. El molino de "dos alturas de inversión" tiene rodillos que pueden girar en ambas direcciones, pero la desventaja de esta disposición es que los rodillos deben detenerse, invertir el sentido de giro y luego volver a alcanzar la velocidad de laminación entre cada pasada. Para resolver este problema, se inventó el laminador de tres alturas, que utiliza tres rodillos que giran en una dirección; el metal se alimenta a través de dos de los rodillos y luego regresa a través del otro par. La desventaja de este sistema es que la pieza de trabajo debe levantarse y bajarse usando un elevador. Todos estos equipos se utilizan normalmente para la laminación primaria y los diámetros de los rodillos van desde 60 a 140 cm (23,6 a 55,1 plg).
Para minimizar el diámetro del rodillo, se utiliza un molino de "cuatro alturas" en racimo o "laminadora Z". Un diámetro de rodillo pequeño es ventajoso porque hay una menor superficie en contacto con el material, lo que da como resultado unos requisitos de fuerza y potencia más bajos. El problema con un rodillo pequeño es la reducción de la rigidez, que se soluciona usando "rodillos de respaldo". Estos rodillos de respaldo son más grandes y están en contacto con la parte posterior de los rodillos más pequeños. Un laminador de cuatro alturas tiene cuatro rodillos, dos pequeños y dos grandes. Un laminador en racimo tiene más de 4 rodillos, generalmente en tres niveles. Estos tipos de molinos se usan comúnmente para laminar en caliente chapas anchas, para la mayoría de las aplicaciones de laminado en frío y para laminar chapas.

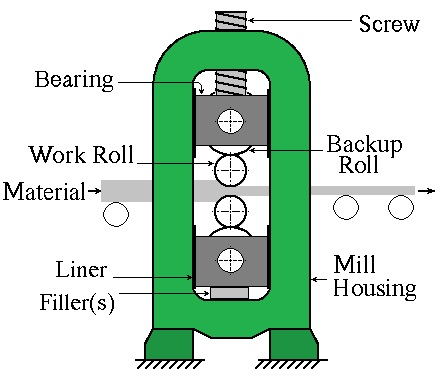
Este boceto muestra los componentes del soporte de una laminadora de 4 alturas

Históricamente, estas máquinas se clasificaban por el producto fabricado:
- Laminadoras de desbastado previo de lingotes, palanquillas o planchas, máquinas que preparan el metal para conformar secciones acabadas como carriles, perfiles o chapas respectivamente. Si son reversibles, son de 34 a 48 pulgadas de diámetro, y si son de tres alturas, los rodillos alcanzan de 28 a 42 pulgadas de diámetro.
- Laminadoras de lingotes tres alturas de rodillos de 24 a 32 pulgadas de diámetro, utilizadas para la reducción adicional para obtener perfiles cuadrados de 1,5x1,5 pulgadas utilizadas para comercializar el metal
- Laminadoras de vigas, de tres alturas, rodillos de 28 a 36 pulgadas de diámetro, para la producción de vigas pesadas con secciones en doble T o en U de 12 pulgadas en adelante
- Laminadoras de rieles con rodillos de 26 a 40 pulgadas de diámetro
- Laminadoras de perfiles con rodillos de 20 a 26 pulgadas de diámetro, para tamaños más pequeños de vigas, canaletas y otras formas estructurales
- Laminadoras de barras comerciales con rodillos de 16 a 20 pulgadas de diámetro
- Pequeñas laminadoras de barras comerciales con rodillos de acabado de 8 a 16 pulgadas de diámetro, generalmente dispuestos con un soporte de desbaste de mayor tamaño
- Laminadoras de barras y alambre con rodillos de acabado de 8 a 12 pulgadas de diámetro, siempre dispuestos con soportes de desbaste de mayor tamaño
- Laminadoras de aros y ataduras de algodón, similares a las pequeñas máquinas para fabricar barras comerciales
- Laminadoras de chapa blindada con rodillos de 44 a 50 pulgadas de diámetro y cuerpo de 140 a 180 pulgadas
- Laminadoras de planchas con rodillos de 28 a 44 pulgadas de diámetro
- Laminadoras de chapa con rodillos de 20 a 32 pulgadas de diámetro
- Laminadoras universales para la producción de placas de canto cuadrado o las llamadas placas universales y diversas formas de alas anchas mediante un sistema de rodillos verticales y horizontales

### Tren de laminado en tándem

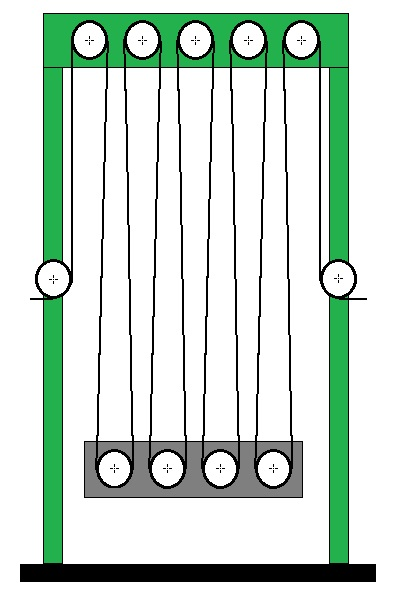
Esquema del bucle de un tren de laminado en tándem

Un tren de laminado en tándem es un tipo especial de laminador moderno en el que la operación se realiza en una sola pasada. En un laminador tradicional, el laminado se realiza en varias pasadas, pero en un laminador en tándem hay varias etapas (>=2 puestos) y las reducciones se realizan sucesivamente. El número de pasos oscila entre 2 y 18.
Pueden ser de laminación en frío o en caliente, y los trenes de laminación en frío se pueden dividir en procesamiento continuo o por lotes.
Un laminador continuo posee un recorrido en bucle que permite que la máquina continúe procesando lentamente el material de una bobina que se está acabando, mientras que un soldador de tiras une la cola de la bobina actual con la cabeza de la siguiente bobina. En el extremo de salida del tren de laminado normalmente hay una cizalla volante (para cortar la tira en o cerca de la soldadura) seguida de dos bobinas; de forma que una se descarga mientras que la otra se convierte en la bobina que se empieza a procesar.
Este tipo de máquinas también se utilizan en otros lugares, como para el recocido de chapas o para su recubrimiento en forma continua de latón o de cinc.